# Омен 3: Последняя битва
«Омен 3: Последняя битва» (англ. Omen III: The Final Conflict) — фильм ужасов 1981 года режиссёра Грэхэма Бэйкера, третья часть киносериала Омен. Премьера фильма состоялась 20 марта 1981 года. В США фильм собрал $20 471 382, из них в первый уик-энд $5 571 675.

## Сюжет
При раскопках сгоревшего Торн-холла рабочий утаивает кинжалы из Меггидо, с помощью которых можно убить Антихриста Дэмиена Торна. Кинжалы продаются с аукциона, некий участник покупает их, находит в книгах их описание и передаёт лидеру тайного ордена монахов в Италии. Монахи готовятся нанести удар по Торну.
Дэмиен Торн вырос и возглавил всемирную корпорацию «Торн». Он установил, что согласно библейскому предсказанию, на острове Великобритания должен родиться младенец Иисус. Благодаря дьявольским силам посол США в Великобритании пускает себе пулю в рот. Президент США предлагает освободившуюся должность Дэмиену. В Великобритании Торн начинает встречаться со вдовой, журналисткой Кейт Рейнольдс, проявляя симпатию к её тринадцатилетнему сыну Питеру. В тайну происхождения Дэмиена посвящены только ближайшие соратники; никто из прочих людей, даже его возлюбленная, не может догадаться, кто скрывается под внешним видом обаятельного и удачливого карьериста.
Орден снаряжает своих послушников Бенито, Пауло, Симеона, Антонио и Мартина для того, чтобы они расправились с Антихристом. Один монах погибает во время съёмок интервью с Торном, трое попадаются в свою же ловушку, остальные погибают во время охоты на лис. Торн мажет кровью монаха щёки Питера, тот переходит под его власть.
На небе загорается сверхъяркая звезда — Иисус появился на свет. Торн, как и его предшественник царь Ирод, приказывает своим приспешникам умертвить всех младенцев, родившихся в этот день. Однако его ближайший соратник Харви Дин умалчивает, что его жена Барбара родила мальчика как раз в тот момент, как зажглась звезда. Дэмиен спасает Кейт от верной гибели, они занимаются сексом. Последний оставшийся в живых священник де Карло посещает Барбару, которая после этого убивает мужа утюгом. Кейт в конце концов соглашается завести Дэмиена в ловушку. Однако под удар монаха попадает Питер. Кейт хватает кинжал и наносит роковой удар Дэмиену. Перед смертью он говорит Христу что тот не победил.

## В ролях
| Актёр          | Роль                                                |
| -------------- | --------------------------------------------------- |
| Сэм Нилл       | Дэмиен Торн                                         |
| Лиза Хэрроу    | журналистка Кейт Рэйнольдс                          |
| Россано Брацци | Де Карло                                            |
| Дон Гордон     | Харви Дин                                           |
| Барнаби Холм   | Питер Рейнольдс                                     |
| Мэйсон Адамс   | Президент США                                       |
| Роберт Арден   | посол США                                           |
| Ли Виллоуби    | Барбара Дин                                         |
| Марк Бойл      | брат Бенито                                         |
| Милош Кирек    | брат Мартин                                         |
| Томми Даган    | брат Мэтью                                          |
| Луи Махони     | брат Пауло                                          |
| Ричард Олдфилд | брат Симеон                                         |
| Тони Фогель    | брат Антонио                                        |
| Арвен Холм     | Кэрол                                               |
| Хейзел Корт    | женщина с шампанским на охоте (в титрах не указана) |